# Distretto di Nam (Busan)
Nam (Hangŭl: 남구; Hanja: 南區) è un distretto di Busan. Ha una superficie di 25,91 km² e una popolazione di 229.563 abitanti al 2006.